# Jean Asselborn
Jean Asselborn, né le 27 avril 1949 à Steinfort (Luxembourg), est un homme politique luxembourgeois.
Membre du Parti ouvrier socialiste luxembourgeois (LSAP), il a été Vice-Premier Ministre de 2004 à 2013 et ministre des Affaires étrangères et européennes et de l'Immigration et de l'Asile du 31 juillet 2004 jusqu'au 17 novembre 2023.
En octobre 2012, sous son impulsion, le Luxembourg est élu pour la première fois à un siège non permanent au Conseil de sécurité des Nations unies pour les années 2013 et 2014.

## Formation
En 1967, Jean Asselborn commence sa carrière professionnelle en tant qu’ouvrier dans le laboratoire de la société Uniroyal à Steinfort.  C’est à cette époque qu’il s’implique activement dans le mouvement syndical et est élu représentant de la section des jeunes de la Fédération des travailleurs luxembourgeois (Lëtzebuerger Aarbechterverband), précurseur de l’actuel syndicat OGBL. En 1968, Jean Asselborn devient fonctionnaire de l’administration communale de la Ville de Luxembourg, mais il revient à Steinfort dès 1969 pour y occuper également un poste de fonctionnaire (expéditionnaire) au Bureau de la population.
En 1976, Jean Asselborn obtient son diplôme de fin d’études secondaires et devient administrateur de l’Hôpital intercommunal de Steinfort. En 1981, en tant qu'étudiant salarié il obtient une maîtrise en droit judiciaire privé à l'Université Nancy-II.

## Carrière politique

### Fonctions communales
Jean Asselborn est bourgmestre de la commune de Steinfort de 1982 à 2004.

### Fonctions parlementaires
Au niveau national, Jean Asselborn, membre du Parti ouvrier socialiste luxembourgeois (LSAP), est élu pour la première fois à la Chambre des députés sur la liste du LSAP dans la circonscription Sud en 1984 et y siège jusqu’en 2004. Il est président du groupe parlementaire du LSAP de 1989 à 1997 et Vice-président de la Chambre des députés de 1999 à 2004.
Jean Asselborn est également président du LSAP de 1997 à 2004. Par ailleurs, il assure la fonction de vice-président du Parti socialiste européen de 2000 à 2004.
Parallèlement à son mandat à la Chambre des députés, Jean Asselborn est membre du Comité des régions de 1999 à 2004.

### Fonctions gouvernementales
À l’issue des élections législatives du 13 juin 2004, Jean Asselborn fait son entrée au gouvernement comme Vice-Premier ministre, ministre des Affaires étrangères et de l’Immigration en date du 31 juillet 2004.
Lors de la reconduction du gouvernement de coalition entre le Parti chrétien-social (CSV) et le Parti ouvrier socialiste luxembourgeois (LSAP) issu des élections législatives du 7 juin 2009, Jean Asselborn garde les fonctions de Vice-Premier ministre, ministre des Affaires étrangères en date du 23 juillet 2009.
À la suite des élections législatives du 20 octobre 2013, Jean Asselborn est nommé ministre des Affaires étrangères et européennes, ministre de l’Immigration et de l’Asile en date du 4 décembre 2013 dans le gouvernement de coalition entre le Parti démocratique (DP), le LSAP et Les Verts (« déi gréng »).

## Prises de position
En septembre 2016, il propose d'exclure la Hongrie de l'Union européenne au motif notamment que celle-ci bâtit des clôtures contre l'arrivée des migrants à ses frontières. Cette exclusion serait « la seule manière de préserver la cohésion et les valeurs de l'Union européenne ». Pour Péter Szijjártó, ministre hongrois des Affaires étrangères, Jean Asselborn travaillerait « de manière infatigable à la destruction de la culture et de la sécurité européennes ». Il estime que « les Hongrois ont le droit d'exprimer leur opinion, et de décider avec qui ils veulent vivre et avec qui ils ne veulent pas vivre » ce que les « bureaucrates de Bruxelles » ne sauraient le leur interdire.
En septembre 2018, à l'occasion d'une réunion européenne sur la politique migratoire à Vienne, il perd son sang froid, interrompant deux fois l'orateur Matteo Salvini en ponctuant son intervention d'un : « Et merde alors ! ».
En janvier 2021, à la suite de l'émeute qui a pris d'assaut le Congrès des États-Unis à Washington, il déclare que « Trump est un pyromane politique qui doit être traduit devant un tribunal pénal ».
En mars 2022, lors d'une émission radiophonique, sur la station Radio 100,7 du service public luxembourgeois. Il déclare à propos de Vladimir Poutine que  : « Ce serait tout ce qu’on pourrait lui souhaiter, qu’il soit effectivement éliminé physiquement, pour que cela s’arrête », en faisant référence aux conséquences de la guerre en Ukraine. Il s'excusera le jour même en fin d'après-midi dans un communiqué envoyé à la presse.

## Distinctions honorifiques
En décembre 2010, Jean Asselborn se voit décerner la Grand-Croix de l’ordre du Mérite (Großkreuz des Verdienstordens) de la République fédérale d’Allemagne.
En octobre 2013, il est promu commandeur dans l’ordre national de la Légion d’honneur de la République française.
En 2016, le Grand Prix des Médias du Prix franco-allemand du journalisme (PFAJ) est décerné à Jean Asselborn.
- Grand-croix de l'ordre de l'Infant Dom Henri
- Grand-croix de l'ordre royal norvégien du Mérite

## Vie privée
Jean Asselborn est marié et père de deux enfants.